# Cabezo de Roldán
Cabezo de Roldán este o arie protejată (sit de importanță comunitară — SCI) din Spania întinsă pe o suprafață de 1.269,27 ha, integral pe uscat.

## Localizare
Centrul sitului Cabezo de Roldán este situat la coordonatele 37°35′32″N 1°02′25″W / 37.5922°N 1.0403°V.

## Înființare
Situl Cabezo de Roldán a fost declarat sit de importanță comunitară în aprilie 1999 pentru a proteja 18 specii de animale.

## Biodiversitate
Situată în ecoregiunea mediteraneană, aria protejată conține 12 habitate naturale: Galerii și tufărișuri riverane sudice (Nerio-Tamaricetea și Securinegion tinctoriae), Tufărișuri halo-nitrofile (Pegano-Salsoletea), Păduri de Tetraclinis articulata, Stepe sărăturate mediteraneene (Limonietalia), Râuri mediteraneene cu debit permanent și vegetație de Glaucium flavum, Pajiști carstice calcaroase sau bazofile, de Alysso-Sedion albi, Matorral arborescenți cu Zyziphus, Vegetație anuală la limita mareei, Pseudostepă cu ierburi și specii anuale de Thero-Brachypodietea, Pante stâncoase calcaroase cu vegetație casmofită, Tufărișuri termo-mediteraneene și de pre-deșert, Faleze cu vegetație de Limonium spp. endemic de pe coastele mediteraneene.
La baza desemnării sitului se află mai multe specii protejate de  păsări (18): fluierar de munte (Actitis hypoleucos), buha (Bubo bubo), Bucanetes githagineus, pasărea ogorului (Burhinus oedicnemus), ciocârlie-cu-degete-scurte (Calandrella brachydactyla), Calonectris diomedea, caprimulg (Caprimulgus europaeus), șoim călător (Falco peregrinus), Galerida theklae, Hieraaetus fasciatus, Hydrobates pelagicus, capîntortură (Jynx torquilla), ciocârlie de bărăgan (Melanocorypha calandra), muscar sur (Muscicapa striata), Oenanthe leucura, Pyrrhocorax pyrrhocorax, silvie de tufiș (Sylvia undata), fluturașul de stâncă (Tichodroma muraria).
Pe lângă speciile protejate, pe teritoriul sitului au mai fost identificate 23 de specii de plante, 14 specii de păsări, 2 specii de amfibieni, 5 specii de mamifere, 8 specii de reptile.